# Cornelia Bartsch
Cornelia Bartsch (* 1960 in Hamburg) ist eine deutsche Kultur- und Musikwissenschaftlerin.

## Leben
Bartsch wuchs in Lüneburg auf. Sie studierte Musikwissenschaft, Germanistik, Politologie und Schulmusik an der Universität Osnabrück und in Berlin an der Freien Universität und der Universität der Künste, wo sie mit einer Arbeit über Fanny Hensel promoviert wurde. Ab 1998 war sie zunächst wissenschaftliche Mitarbeiterin und anschließend Assistentin für Musikwissenschaft und Geschlechterforschung an der Universität der Künste Berlin. Von 2007 bis 2009 war sie wissenschaftliche Mitarbeiterin am Musikwissenschaftlichen Seminar Detmold/Paderborn und versah darüber hinaus Lehraufträge an Universitäten und Musikhochschulen in Deutschland, Österreich und der Schweiz.
Von 2009 bis 2010 lehrte sie als Vertretungsprofessorin an der Hochschule für Musik und Theater Hamburg und von 2011 bis 2017 war sie wissenschaftliche Mitarbeiterin am Musikwissenschaftlichen Seminar der Universität Basel in dem mit dem Zentrum Gender Studies kooperierenden Forschungsprojekt „Selbstaffirmierung und Othering in der europäischen Musikgeschichte“. Von 2017 bis 2020 verwaltete sie den Lehrstuhl für Kulturgeschichte der Musik an der Universität Oldenburg und war dort von 2018 bis 2020 stellvertretende Direktorin des Zentrums für interdisziplinäre Frauen- und Geschlechterforschung. Sie vertrat Musikwissenschaftsprofessuren an der Anton Bruckner Privatuniversität Linz und im Studienjahr 2023/24 erneut an der Hochschule für Musik und Theater Hamburg. Von Oktober 2020 bis März 2024 hatte sie die Mariann Steegmann-Gastprofessur für Interdisziplinäre Diversitätsstudien an der Technischen Universität Dortmund inne. Seit 2025 vertritt sie dort die Professur für Historische Musikwissenschaft am Institut für Musik.
Bartsch war bis September 2024 Sprecherin der Fachgruppe Frauen- und Genderstudien der Gesellschaft für Musikforschung. Von 2021 bis 2025 war sie Mitglied im Landesvorstand und frauenpolitische Sprecherin der Grünen Hamburg.

## Bücher
- (Hrsg. mit Beatrix Borchard und Rainer Cadenbach) Der „männliche“ und der „weibliche“ Beethoven. (= Schriften zur Beethovenforschung, Bd. 18), Bonn 2003
- Fanny Hensel, geb. Mendelssohn Bartholdy. Musik als Korrespondenz (= Diss. Universität der Künste Berlin 2006), Kassel 2007
- (Hrsg. mit Rebecca Grotjahn und Melanie Unseld) Felsensprengerin, Brückenbauerin, Wegbereiterin: Die Komponistin Ethel Smyth |Rock Blaster, Bridge Builder, Road Paver: The Composer Ethel Smyth. (= Beiträge zur Kulturgeschichte der Musik, Bd. 2), München 2010
- (Hrsg. mit Britta Sweers) „‚Grenzgänge“ – Gender, Ethnizität und Klasse als Wissenskategorien der Musikwissenschaft (= Jahrbuch Musik und Gender, Bd. 8), Hildesheim 2016
- (Hrsg. mit Sarah Schauberger) Musikwissenschaft – Feminismus – Kritik. Ein Generationenaustausch zum 26jährigen Jubiläum der Fachgruppe Frauen- und Genderstudien (= Jahrbuch Musik und Gender Bd. 13), Hildesheim 2022